# Daddy Screw
Michael Alexander Johnson (29 de Março de 1968), mais conhecido como Daddy Screw, é um  DJ Jamaicano reconhecido pelo seu trabalho nos anos 1980s e 1990s.

## Biografia
Johnson nasceu e cresceu em Kingston, Jamaica e começou a atuar como DJ quando ainda estudava na Vauxhall Comprehensive High School. Lançou seu primeiro single intitulado Dimbo Bucket em 1984 e trabalhou em diversos sound systems jamaicanos como o famoso Black Stone. Quando estava gravando o single Madda Mample na Tuff Gong Records ele conheceu o produtor musical Dave Kelly, que viria a produzir a maioria dos seus trabalhos, incluindo vários hits da música jamaicana.  Screw excurcionou como parte da Kelly's 'Mad House Crew' e se apresentou como parte da 'Champions In Action tour' ao lado dos músicos Tiger, Sanchez e os Terror Fabulous. Screw lançou dois álbuns nos anos 90 — Loverman (1993, VP Records) e Multiple Choice (1996, Steely & Clevie).

Screw se mudou para Denver, Colorado nos Estados Unidos por um período para morar com os seus pais mas retornou para a jamaica no ano 2000 para gravar o single "Caribbean Girls".

## Discografia
- Loverman (1993), VP Records
- Multiple Choice (1996), Steely & Clevie

Ao vivos
- Mad House Crew Live (1994), Pipper - com Terror Fabulous & Louie Culture

## Referencias
1. 1 2 3  Moskowitz, David V. (2006) Caribbean Popular Music: an Encyclopedia of Reggae, Mento, Ska, Rock Steady, and Dancehall, Greenwood Press, ISBN 0-313-33158-8, p. 78
2. ↑  "Crews control in the dancehall Arquivado em 7 de outubro de  2012, no Wayback Machine.", Jamaica Gleaner, 3 March 2009, retrieved 2011-04-25
3. ↑  Thompson, Ben (1993) "The harder they come", The Independent, 18 April 1993, retrieved 2011-04-25
4. ↑  "Daddy Screw Returns Arquivado em 12 de agosto de  2011, no Wayback Machine.", Jamaica Gleaner, 2 July 2001, retrieved 2011-04-25